# Roger Minjat
Pas d'image ? Cliquez ici

a Compétitions nationales et continentales officielles uniquement.

b Matchs officiels uniquement.
Roger Minjat, né le 3 août 1920 à Vénissieux et mort le 27 septembre 2005 à Lyon, est un joueur de rugby à XV international français et de rugby à XIII  évoluant au poste d'arrière en XV et d'arrière en XIII dans les années 1940 et 1950.